# روز آخر ژوئن
روز آخر ژوئن (به انگلیسی: Last Day of June) یک بازی ویدئویی به سبک ماجراجویی و معمایی است که به دست کمپانی Ovosonico ساخته و games 555 آن را پخش کرده است. این بازی در اوت ۲۰۱۷ برای ویندوز و پلی‌استیشن ۴ انتشار یافت و مورد توجه مطلوب نقدکنندگان قرار گرفت.
| گردآورنده | امتیاز                   |
| --------- | ------------------------ |
| متاکریتیک | 78/100 (PC) 74/100 (PS4) |

| ناشر     | امتیاز     |
| -------- | ---------- |
| یوروگیمر | پیشنهادشده |
| پولیگان  | 8.5/10     |